# Poecilominettia punctifer
Poecilominettia punctifer är en tvåvingeart som först beskrevs av Malloch 1920.  Poecilominettia punctifer ingår i släktet Poecilominettia och familjen lövflugor. Inga underarter finns listade i Catalogue of Life.